# Focke-Wulf Triebflügel
O Focke-Wulf Triebflügel foi um projeto de caça-interceptador que seria desenvolvido pela empresa alemã Focke-Wulf. O sistema era VTOL (Vertical Take Off and Landing = Decolagem e Aterrissagem vertical).

## Histórico
A primeira descrição ocorreu em Setembro de 1944.

## Estética
Possuía três asas posicionadas com ângulo de 120 graus de espaço entre cada uma. Para decolar, essas três asas rodariam como uma hélice, só que uma hélice com motores Ramjet nas pontas, circundando a fuselagem. O piloto sentava-se próximo ao nariz da aeronave, em uma cabine pequena. Media 11,5 metros de envergadura (o mesmo vale para a altura) e 9,15 de comprimento. O modelo do túnel de vento demonstrou que a aeronave poderia atingir até 1000 km/H (621 MPH), porém a verdadeira velocidade do avião não pode ser definida, pois segundo algumas fontes, a rotação suaviza a força do motor Ramjet.

## Armamento
- 2 canhões MG-151/MG-120 de 20mm com 250 salvas cada.
- 2 canhões MK 103 de 30 mm com 100 salvas cada